# Litova Esperanto-Asocio
A Litova Esperanto-Asocio (LEA) (magyar: Litván Eszperantó Szövetség, litván: Lietuvos esperantininkų sąjunga ) 1919-ben alapították, majd 1988-ban ismét, 1989-ben csatlakozott az Eszperantó Világszövetséghez. Orgánuma a Litova Stelo című folyóirat, amely 1914 óta időszakosan jelenik meg.

## Története
Az orosz cári kormány, amelynek igája alatt 1918-ig az ország volt, megtiltotta a litván nyelvű könyvek és egyéb nyomtatott anyagok nyomtatását (1905-ig), így a litván nyelvű kulturális tevékenység sokáig nem virágozhatott. 1905-ig a litván nyomtatványokat Németországban készítették el és csempészték be az országba. Szintén Németországban jelent meg Tilsitben a litván Unua Libro, amelyet A. Dambrauskas (Dombrovski) írt 1899-ben, aki már 1887-ben megtanulta a nyelvet. Még ezt a kis füzetet sem lehetett terjeszteni. Az első eszperantó csoportot 1892-ben alapították Vilniusban. Dambrauskason kívül úttörő munkát végzett még A. Nedoshivin, P. Medem, A. Klimas, A. Opulskis, J. Machernis, E. Janickiene. 1910-ben Kaunasban, az ország jelenlegi fővárosában élénk E-társaságot alapítottak, amelynek vezetője A. Nedosivin magas rangú orosz tisztviselő volt; a társaságnak az év végén 134 tagja volt. Az első háború alatt a társaság minden vagyona elpusztult. 1919-ben megalakult a Litvánia Esperanto-Associo országos szervezete A. Dambrauskas, J. Machernis, A. Opulskis, T. Kocin, A. Timiuskis stb. személyek közreműködésével. A LEA a tartományi területeken is működött, 17 városban voltak szekciói. A legfontosabb csoport Kaunasban működött, ahol P. Medem, B. Giedra, V. Butkus, Pakevičius, Kutra, Baleiunas eszperantó tanfolyamokat vezetett, a csoport könyvtára kb. 600 könyv volt. 1922-ben megjelent a Litova Stelo című újság, amelyet 1926-ig támogatott a kormány, 1500 példányszámban. A támogatás megszűnte után az újság is megszűnt. Később megjelent a litván Esperanto Revuo, de az sem volt hosszú életű. Dietterle statisztikája szerint 1928-ban az országban 18 eszperantó-csoport volt 76 helyen. A litván rádió hetente egyszer-kétszer sugárzott eszperantó nyelvű beszélgetéseket. Tankönyvszerzők - Dambrauskas, Tijunaitis, Klimas. A litván eszperantisták legfontosabb munkája a Litván Almanach, amelyet állami támogatással nyomtattak ki.

## Litova Esperantista Junulara Ligo
Litván Eszperantista Ifjúsági Liga /LEJL/ (litvánul Lietuvos Esperantininkų Jaunimo Lyga) az Eszperantó Ifjúsági Világszervezet (TEJO) nemzeti szervezete Litvániában. Székhelye a  Litova Esperanto-Asocio székhelyével együtt Kaunas városában, a Zamenhofo g. 5 házban található, amely eredetileg Alexander Silberniké, L. L. Zamenhof apósáé volt.

### Története
A Unua Libro 1887-es megjelenése óta Litvániában és különösen Kaunasban élnek elkötelezett fiatal eszperantisták, amely város szorosan kötődik az új nyelvet meghonosító L. L. Zamenhof családi életéhez. Külön szervezett ifjúsági eszperantó klubélet csak a Szovjetunió, kommunista nagyhatalom 1940 júniusa óta Litvániát is irányította, idejének utolsó évtizedében alakultak ki: Az 1980-as években létrejött számos ifjúsági eszperantó klub közül külön említést érdemel a kaunasi ONDO (1985-ben alapították) és a vilniuszi JUNECO klub, amely a TEJO későbbi nemzeti szekciójának inkubátorának tekinthető.
2022 folyamán, mivel a LEJL-nek gyakorlatilag már nem volt tagsága, megalakult a Litova Esperanta Junulara Organizo szervezet.

## Fordítás
- Ez a szócikk részben vagy egészben  a   Litova Esperanto-Asocio című eszperantó Wikipédia-szócikk ezen változatának fordításán alapul.  Az eredeti cikk szerkesztőit annak laptörténete sorolja fel. Ez a jelzés csupán a megfogalmazás eredetét és a szerzői jogokat jelzi, nem szolgál a cikkben szereplő információk forrásmegjelöléseként.